# Železniční trať Břeclav–Lednice
Železniční trať Břeclav–Lednice, v jízdním řádu pro cestující označená číslem 253 (do roku 2015 číslo 247), je jednokolejná slepá regionální dráha v Jihomoravském kraji. Provoz na trati postavené Brněnskou společností místních drah byl zahájen 17. listopadu 1901.
Trať do Lednice je od konce 20. století provozována jen v letní sezóně jako turistická dráha dotvářející kolorit Lednicko-valtického areálu. Vlaky jsou zde vedeny historickými motorovými vozy. Několik drážních budov podél trati má vysokou architektonickou hodnotu díky využití barevně glazovaných cihel z někdejší lichtenštejnské cihelny v Poštorné.

## Historie v datech
- 17. listopadu 1901 – zahájení veškeré dopravy – BLEG/KFNB – s veškerou dopravou
- 1. ledna. 1907 – změna provozovatele – BLEG/KkStB – s veškerou dopravou
- 28. října 1918 – změna provozovatele – BLEG/ČSD – s veškerou dopravou
- 1945 – zestátnění – ČSD/ČSD – s veškerou dopravou
- 1951–1952 – zprovoznění nových zastávek Charvátská Nová Ves a Lednice-rybníky
- 1980 – zastavení dopravy (do roku 1987)
- počátek 90. let – ukončení běžného celoročního provozu a redukce na sezónní víkendový provoz[1]
- prosinec 2015 – změna dosavadního označení v jízdním řádě z čísla 247 na 253
- 14. července 2024 – vykolejení historického vlaku u zastávky Lednice-rybníky

## Stanice a zastávky

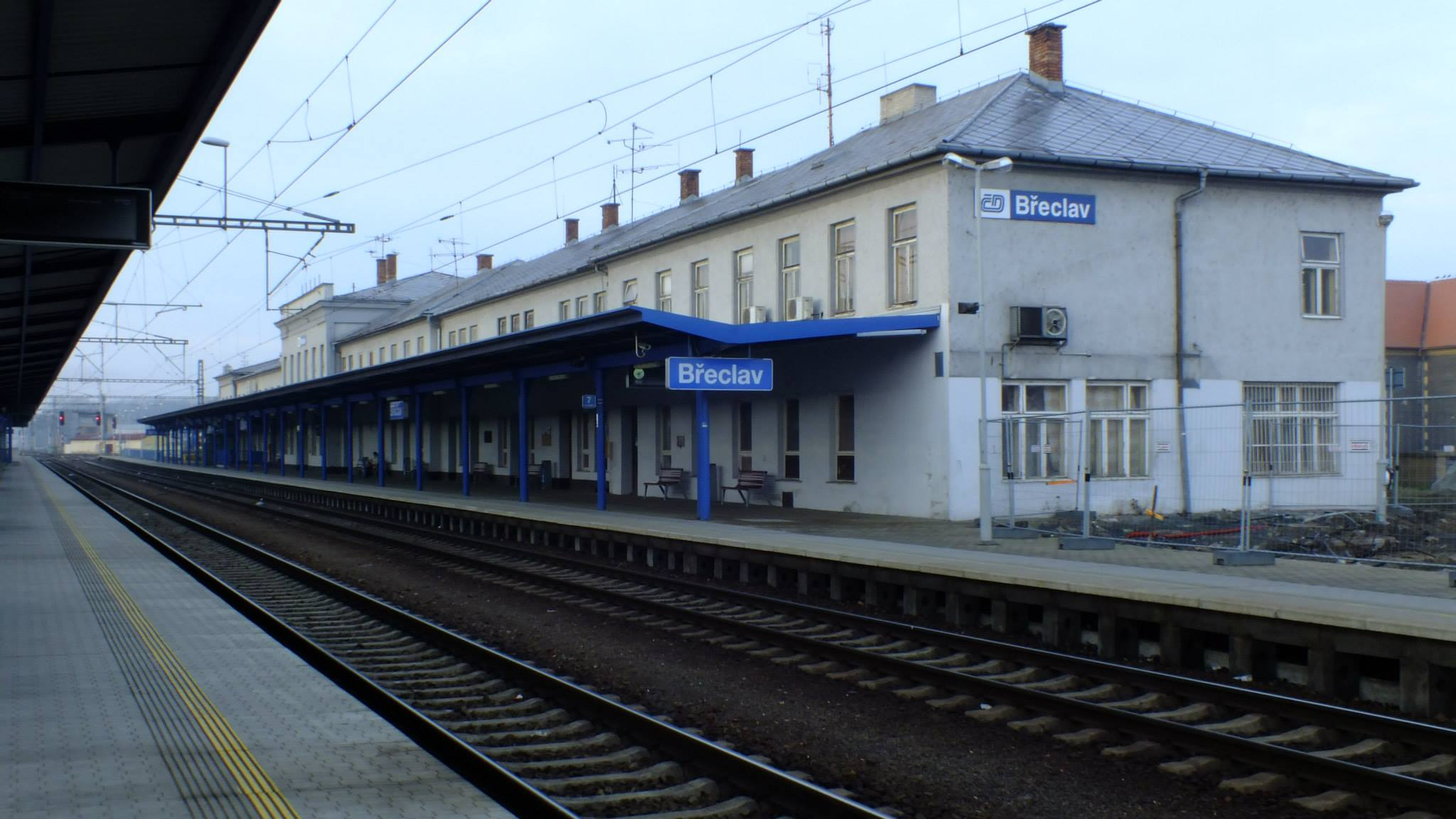
Břeclav
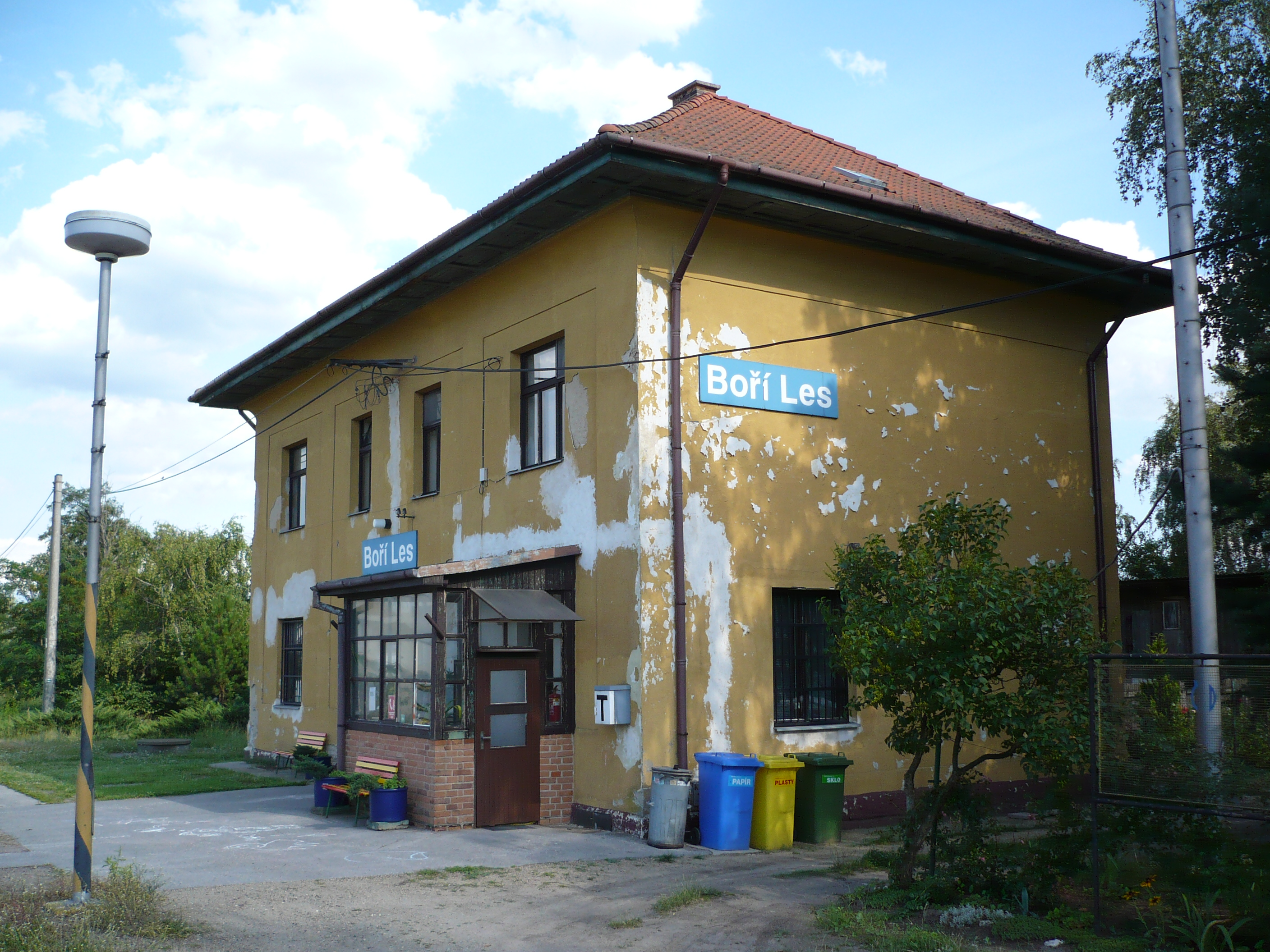
Boří les
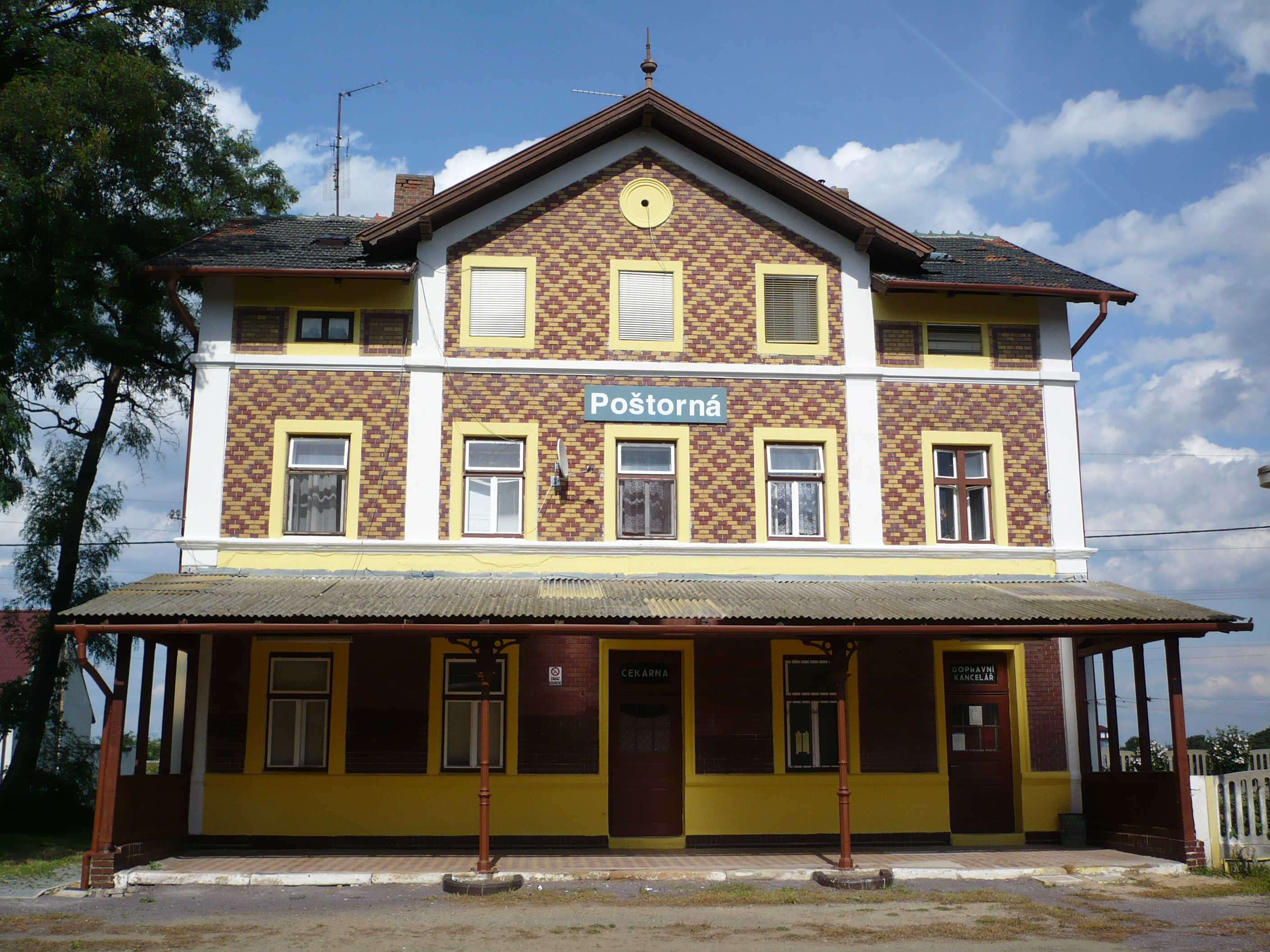
Poštorná
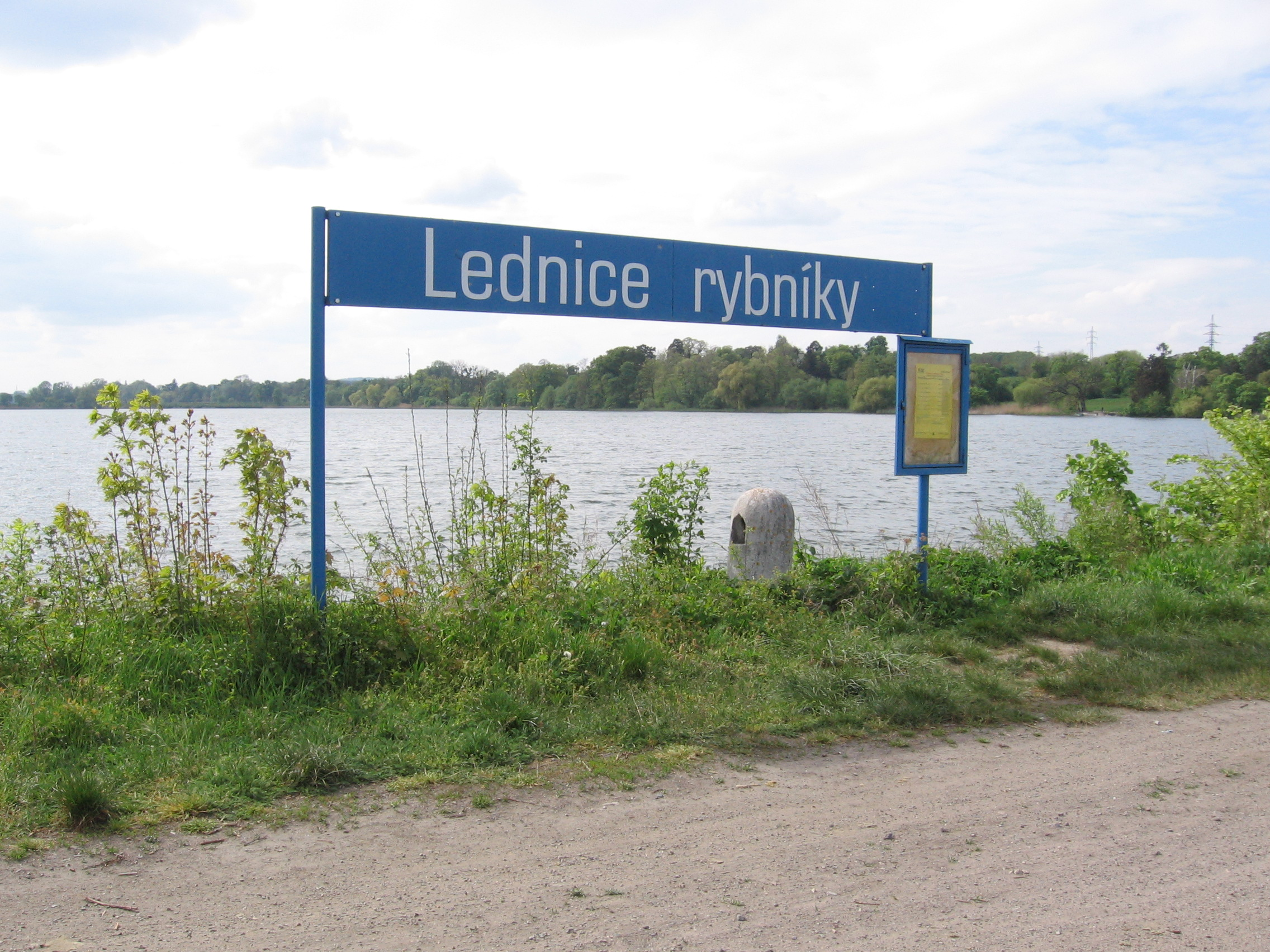
Lednice rybníky
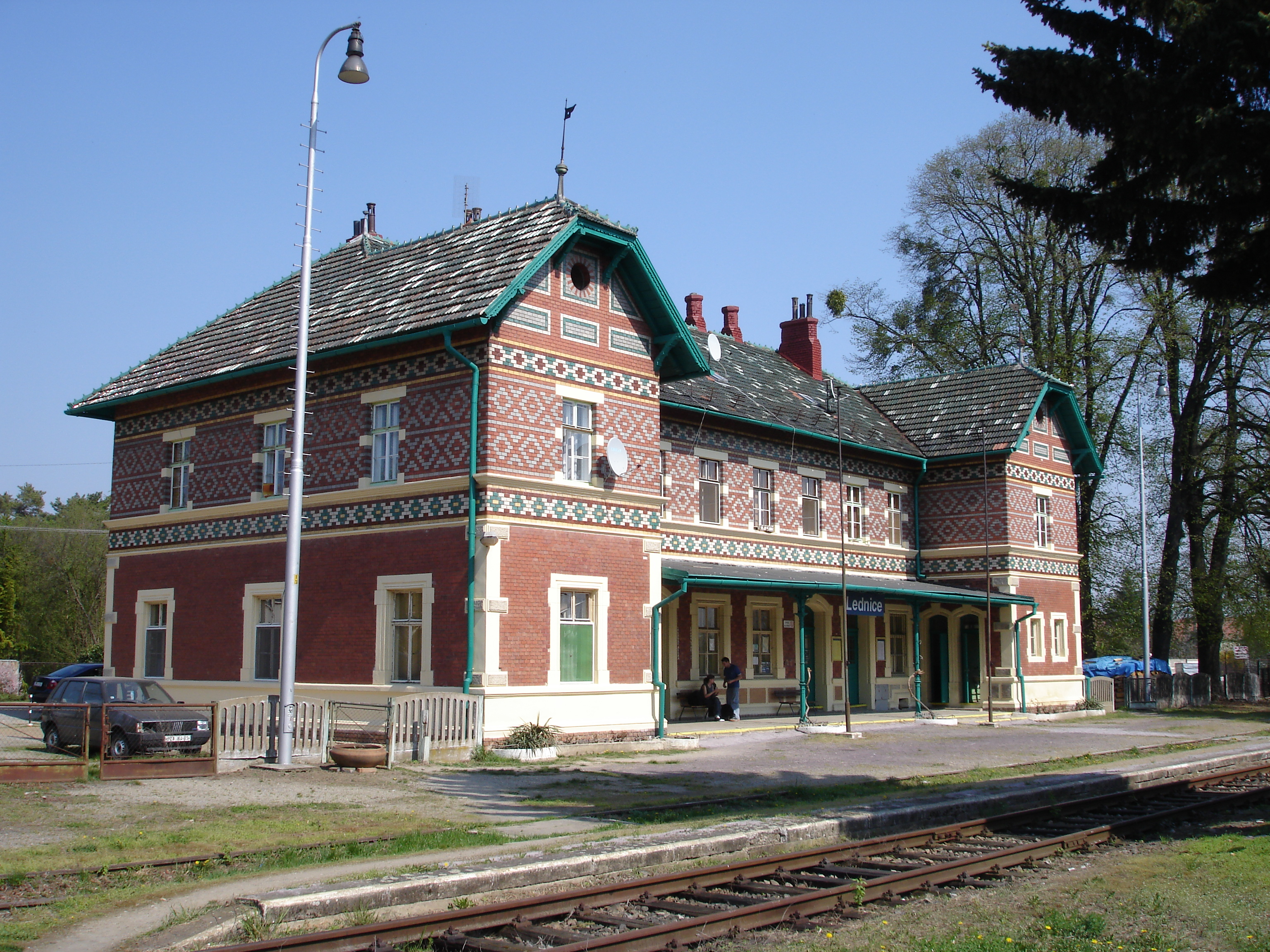
Lednice